# Hans Dorjee
Hans Pieter Hendrik Dorjee (Delft, 26 luglio 1941 – Delft, 25 luglio 2002) è stato un allenatore di calcio e calciatore olandese, di ruolo difensore.

## Palmarès

### Allenatore

#### Competizioni nazionali
- Supercoppa dei Paesi Bassi: 1

Feyenoord: 1991